# Lista över fornlämningar i Norrtälje kommun (Estuna)
Lista över fornlämningar i Norrtälje kommun (Estuna) är en förteckning av ett urval av de fornlämningar som finns i Estuna i Norrtälje kommun.
| Namn                        | Lämningstyp                 | Tillkomsttid | Historisk indelning | Plats | Läge                 | ID-nr          | Bild                                      |
| --------------------------- | --------------------------- | ------------ | ------------------- | ----- | -------------------- | -------------- | ----------------------------------------- |
| Estuna 1:1                  | Röse                        |              | Estuna, Uppland     |       | 59.858407, 18.567275 | 10001700010001 | Ladda upp en bild av detta fornminne      |
| Estuna 2:1                  | Röse                        |              | Estuna, Uppland     |       | 59.841446, 18.669855 | 10001700020001 | Ladda upp en bild av detta fornminne      |
| Estuna 2:2                  | Stensättning                |              | Estuna, Uppland     |       | 59.841456, 18.670047 | 10001700020002 | Ladda upp en bild av detta fornminne      |
| Estuna 2:3                  | Stensättning                |              | Estuna, Uppland     |       | 59.841498, 18.669661 | 10001700020003 | Ladda upp en bild av detta fornminne      |
| Estuna 2:4                  | Stensättning                |              | Estuna, Uppland     |       | 59.841362, 18.669951 | 10001700020004 | Ladda upp en bild av detta fornminne      |
| Estuna 3:1                  | Gravfält                    |              | Estuna, Uppland     |       | 59.837912, 18.687411 | 10001700030001 | Ladda upp en bild av detta fornminne      |
| Estuna 4:1                  | Gravfält                    |              | Estuna, Uppland     |       | 59.835980, 18.687692 | 10001700040001 | Ladda upp en bild av detta fornminne      |
| Estuna 5:1                  | Gravfält                    |              | Estuna, Uppland     |       | 59.835134, 18.659269 | 10001700050001 | Ladda upp en bild av detta fornminne      |
| Estuna 6:1                  | Gravfält                    |              | Estuna, Uppland     |       | 59.825086, 18.686325 | 10001700060001 | Ladda upp en bild av detta fornminne      |
| Estuna 7:1                  | Gravfält                    |              | Estuna, Uppland     |       | 59.824678, 18.687174 | 10001700070001 | Ladda upp en bild av detta fornminne      |
| Estuna 8:101                | Gravfält                    |              | Estuna, Uppland     |       | 59.825140, 18.688242 | 10001700080101 | Ladda upp en bild av detta fornminne      |
| Estuna 8:201                | Stensättning                |              | Estuna, Uppland     |       | 59.825135, 18.687337 | 10001700080201 | Ladda upp en bild av detta fornminne      |
| Estuna 9:1                  | Gravfält                    |              | Estuna, Uppland     |       | 59.823942, 18.693039 | 10001700090001 | Ladda upp en bild av detta fornminne      |
| Estuna 10:1                 | Gravfält                    |              | Estuna, Uppland     |       | 59.821937, 18.703012 | 10001700100001 | Ladda upp en bild av detta fornminne      |
| Estuna 11:1                 | Gravfält                    |              | Estuna, Uppland     |       | 59.818387, 18.705571 | 10001700110001 | Ladda upp en bild av detta fornminne      |
| Estuna 12:1                 | Stensättning                |              | Estuna, Uppland     |       | 59.821218, 18.704427 | 10001700120001 | Ladda upp en bild av detta fornminne      |
| Estuna 12:2                 | Stensättning                |              | Estuna, Uppland     |       | 59.821200, 18.704141 | 10001700120002 | Ladda upp en bild av detta fornminne      |
| Estuna 13:1                 | Gravfält                    |              | Estuna, Uppland     |       | 59.812307, 18.690029 | 10001700130001 | Ladda upp en bild av detta fornminne      |
| Estuna 15:1                 | Gravfält                    |              | Estuna, Uppland     |       | 59.812314, 18.681306 | 10001700150001 | Ladda upp en bild av detta fornminne      |
| Estuna 16:1                 | Gravfält                    |              | Estuna, Uppland     |       | 59.809474, 18.671904 | 10001700160001 | Ladda upp en bild av detta fornminne      |
| Estuna 17:1                 | Gravfält                    |              | Estuna, Uppland     |       | 59.811395, 18.665733 | 10001700170001 | Ladda upp en bild av detta fornminne      |
| Estuna 18:1                 | Hög                         |              | Estuna, Uppland     |       | 59.808960, 18.657303 | 10001700180001 | Ladda upp en bild av detta fornminne      |
| Estuna 18:2                 | Hög                         |              | Estuna, Uppland     |       | 59.809073, 18.657320 | 10001700180002 | Ladda upp en bild av detta fornminne      |
| Estuna 19:1                 | Gravfält                    |              | Estuna, Uppland     |       | 59.807862, 18.725658 | 10001700190001 | Ladda upp en bild av detta fornminne      |
| Estuna 20:1                 | Gravfält                    |              | Estuna, Uppland     |       | 59.808586, 18.720324 | 10001700200001 | Ladda upp en bild av detta fornminne      |
| Estuna 21:1                 | Gravfält                    |              | Estuna, Uppland     |       | 59.809444, 18.718902 | 10001700210001 | Ladda upp en bild av detta fornminne      |
| Estuna 22:1                 | Gravfält                    |              | Estuna, Uppland     |       | 59.804611, 18.716547 | 10001700220001 | Ladda upp en bild av detta fornminne      |
| Estuna 23:1                 | Gravfält                    |              | Estuna, Uppland     |       | 59.806999, 18.724063 | 10001700230001 | Ladda upp en bild av detta fornminne      |
| Estuna 24:1                 | Gravfält                    |              | Estuna, Uppland     |       | 59.800129, 18.732329 | 10001700240001 | Ladda upp en bild av detta fornminne      |
| Estuna 25:1                 | Gravfält                    |              | Estuna, Uppland     |       | 59.800463, 18.731148 | 10001700250001 | Ladda upp en bild av detta fornminne      |
| Estuna 26:1                 | Stensättning                |              | Estuna, Uppland     |       | 59.793488, 18.715828 | 10001700260001 | Ladda upp en bild av detta fornminne      |
| Estuna 26:2                 | Stensättning                |              | Estuna, Uppland     |       | 59.793453, 18.715416 | 10001700260002 | Ladda upp en bild av detta fornminne      |
| Estuna 27:1                 | Gravfält                    |              | Estuna, Uppland     |       | 59.792914, 18.712332 | 10001700270001 | Ladda upp en bild av detta fornminne      |
| Estuna 28:1                 | Gravfält                    |              | Estuna, Uppland     |       | 59.793090, 18.723591 | 10001700280001 | Ladda upp en bild av detta fornminne      |
| Estuna 29:1                 | Stensättning                |              | Estuna, Uppland     |       | 59.792313, 18.724939 | 10001700290001 | Ladda upp en bild av detta fornminne      |
| Estuna 30:1                 | Gravfält                    |              | Estuna, Uppland     |       | 59.791175, 18.728631 | 10001700300001 | Ladda upp en bild av detta fornminne      |
| Estuna 31:1                 | Gravfält                    |              | Estuna, Uppland     |       | 59.818422, 18.654275 | 10001700310001 | Ladda upp en bild av detta fornminne      |
| Estuna 32:1                 | Runristning                 |              | Estuna, Uppland     |       | 59.818248, 18.651330 | 10001700320001 | Ladda upp en bild av detta fornminne      |
| Estuna 32:2                 | Runristning                 |              | Estuna, Uppland     |       | 59.818248, 18.651330 | 10001700320002 | Ladda upp en bild av detta fornminne      |
| Estuna 32:3                 | Runristning                 |              | Estuna, Uppland     |       | 59.818248, 18.651330 | 10001700320003 | Ladda upp en bild av detta fornminne      |
| Estuna 32:4                 | Runristning                 |              | Estuna, Uppland     |       | 59.818248, 18.651330 | 10001700320004 | Ladda upp en bild av detta fornminne      |
| Estuna 32:5                 | Runristning                 |              | Estuna, Uppland     |       | 59.818248, 18.651330 | 10001700320005 | Ladda upp en bild av detta fornminne      |
| Estuna 33:1                 | Röse                        |              | Estuna, Uppland     |       | 59.805692, 18.646761 | 10001700330001 | Ladda upp en bild av detta fornminne      |
| Estuna 34:1                 | Gravfält                    |              | Estuna, Uppland     |       | 59.818537, 18.638489 | 10001700340001 | Ladda upp en bild av detta fornminne      |
| Estuna 35:1                 | Gravfält                    |              | Estuna, Uppland     |       | 59.794445, 18.697533 | 10001700350001 | Ladda upp en bild av detta fornminne      |
| Estuna 36:1                 | Gravfält                    |              | Estuna, Uppland     |       | 59.795118, 18.701266 | 10001700360001 | Ladda upp en bild av detta fornminne      |
| Estuna 37:1                 | Gravfält                    |              | Estuna, Uppland     |       | 59.794508, 18.693540 | 10001700370001 | Ladda upp en bild av detta fornminne      |
| Estuna 38:1                 | Runristning                 |              | Estuna, Uppland     |       | 59.791362, 18.684509 | 10001700380001 | Ladda upp en bild av detta fornminne      |
| Estuna 39:1                 | Gravfält                    |              | Estuna, Uppland     |       | 59.790607, 18.681101 | 10001700390001 | Ladda upp en bild av detta fornminne      |
| Estuna 40:1                 | Gravfält                    |              | Estuna, Uppland     |       | 59.790996, 18.683213 | 10001700400001 | Ladda upp en bild av detta fornminne      |
| Estuna 41:1                 | Gravfält                    |              | Estuna, Uppland     |       | 59.787846, 18.667466 | 10001700410001 | Ladda upp en bild av detta fornminne      |
| Estuna 42:1                 | Gravfält                    |              | Estuna, Uppland     |       | 59.788753, 18.666291 | 10001700420001 | Ladda upp en bild av detta fornminne      |
| Estuna 44:1                 | Gravfält                    |              | Estuna, Uppland     |       | 59.825122, 18.608480 | 10001700440001 | Ladda upp en bild av detta fornminne      |
| Estuna 46:1                 | Gravfält                    |              | Estuna, Uppland     |       | 59.823375, 18.606390 | 10001700460001 | Ladda upp en bild av detta fornminne      |
| Estuna 47:1                 | Gravfält                    |              | Estuna, Uppland     |       | 59.822866, 18.600564 | 10001700470001 | Ladda upp en bild av detta fornminne      |
| Estuna 48:1                 | Gravfält                    |              | Estuna, Uppland     |       | 59.821938, 18.596872 | 10001700480001 | Ladda upp en till bild av detta fornminne |
| Estuna 49:1                 | Gravfält                    |              | Estuna, Uppland     |       | 59.824582, 18.589411 | 10001700490001 | Ladda upp en bild av detta fornminne      |
| Estuna 50:1                 | Röse                        |              | Estuna, Uppland     |       | 59.819670, 18.588693 | 10001700500001 | Ladda upp en bild av detta fornminne      |
| Estuna 50:2                 | Stensättning                |              | Estuna, Uppland     |       | 59.819524, 18.588738 | 10001700500002 | Ladda upp en bild av detta fornminne      |
| Estuna 51:1                 | Gravfält                    |              | Estuna, Uppland     |       | 59.819114, 18.581954 | 10001700510001 | Ladda upp en bild av detta fornminne      |
| Estuna 53:1                 | Fornborg                    |              | Estuna, Uppland     |       | 59.819365, 18.578636 | 10001700530001 | Ladda upp en bild av detta fornminne      |
| Estuna 54:1                 | Gravfält                    |              | Estuna, Uppland     |       | 59.815368, 18.596111 | 10001700540001 | Ladda upp en bild av detta fornminne      |
| Estuna 55:101               | Gravfält                    |              | Estuna, Uppland     |       | 59.813918, 18.597023 | 10001700550101 | Ladda upp en bild av detta fornminne      |
| Estuna 55:201               | Hög                         |              | Estuna, Uppland     |       | 59.813436, 18.598121 | 10001700550201 | Ladda upp en bild av detta fornminne      |
| Estuna 56:1                 | Gravfält                    |              | Estuna, Uppland     |       | 59.813184, 18.601440 | 10001700560001 | Ladda upp en bild av detta fornminne      |
| Estuna 57:1                 | Stensättning                |              | Estuna, Uppland     |       | 59.813873, 18.607730 | 10001700570001 | Ladda upp en bild av detta fornminne      |
| Estuna 57:2                 | Stensättning                |              | Estuna, Uppland     |       | 59.814117, 18.607791 | 10001700570002 | Ladda upp en bild av detta fornminne      |
| Estuna 58:1                 | Gravfält                    |              | Estuna, Uppland     |       | 59.815640, 18.599779 | 10001700580001 | Ladda upp en bild av detta fornminne      |
| Estuna 59:1                 | Gravfält                    |              | Estuna, Uppland     |       | 59.796927, 18.658822 | 10001700590001 | Ladda upp en bild av detta fornminne      |
| Estuna 60:1                 | Hög                         |              | Estuna, Uppland     |       | 59.798213, 18.657388 | 10001700600001 | Ladda upp en bild av detta fornminne      |
| Estuna 60:2                 | Hög                         |              | Estuna, Uppland     |       | 59.798158, 18.656900 | 10001700600002 | Ladda upp en bild av detta fornminne      |
| Estuna 60:3                 | Stensättning                |              | Estuna, Uppland     |       | 59.798348, 18.657319 | 10001700600003 | Ladda upp en bild av detta fornminne      |
| Estuna 60:4                 | Stensättning                |              | Estuna, Uppland     |       | 59.798408, 18.657251 | 10001700600004 | Ladda upp en bild av detta fornminne      |
| Estuna 61:1                 | Stensättning                |              | Estuna, Uppland     |       | 59.800660, 18.668971 | 10001700610001 | Ladda upp en bild av detta fornminne      |
| Estuna 61:2                 | Stensättning                |              | Estuna, Uppland     |       | 59.800490, 18.669095 | 10001700610002 | Ladda upp en bild av detta fornminne      |
| Fisingsberget (Estuna 62:1) | Fornborg                    |              | Estuna, Uppland     |       | 59.804737, 18.682758 | 10001700620001 | Ladda upp en bild av detta fornminne      |
| Estuna 63:1                 | Gravfält                    |              | Estuna, Uppland     |       | 59.804890, 18.621292 | 10001700630001 | Ladda upp en bild av detta fornminne      |
| Estuna 64:1                 | Röse                        |              | Estuna, Uppland     |       | 59.814159, 18.629730 | 10001700640001 | Ladda upp en bild av detta fornminne      |
| Estuna 65:1                 | Röse                        |              | Estuna, Uppland     |       | 59.823610, 18.637336 | 10001700650001 | Ladda upp en bild av detta fornminne      |
| Estuna 65:2                 | Husgrund, historisk tid     |              | Estuna, Uppland     |       | 59.823492, 18.637419 | 10001700650002 | Ladda upp en bild av detta fornminne      |
| Estuna 65:3                 | Gravhägnad                  |              | Estuna, Uppland     |       | 59.823913, 18.638051 | 10001700650003 | Ladda upp en bild av detta fornminne      |
| Estuna 66:1                 | Gravfält                    |              | Estuna, Uppland     |       | 59.827982, 18.646036 | 10001700660001 | Ladda upp en bild av detta fornminne      |
| Estuna 67:101               | Grav markerad av sten/block |              | Estuna, Uppland     |       | 59.816246, 18.596539 | 10001700670101 | Ladda upp en bild av detta fornminne      |
| Estuna 68:1                 | Gravfält                    |              | Estuna, Uppland     |       | 59.795308, 18.605995 | 10001700680001 | Ladda upp en bild av detta fornminne      |
| Estuna 69:1                 | Stensättning                |              | Estuna, Uppland     |       | 59.791596, 18.610219 | 10001700690001 | Ladda upp en bild av detta fornminne      |
| Estuna 71:1                 | Hög                         |              | Estuna, Uppland     |       | 59.829708, 18.654425 | 10001700710001 | Ladda upp en bild av detta fornminne      |
| Estuna 71:2                 | Hög                         |              | Estuna, Uppland     |       | 59.829505, 18.654692 | 10001700710002 | Ladda upp en bild av detta fornminne      |
| Estuna 71:3                 | Hög                         |              | Estuna, Uppland     |       | 59.829289, 18.654766 | 10001700710003 | Ladda upp en bild av detta fornminne      |
| Estuna 71:4                 | Hög                         |              | Estuna, Uppland     |       | 59.829474, 18.654198 | 10001700710004 | Ladda upp en bild av detta fornminne      |
| Estuna 72:1                 | Gravfält                    |              | Estuna, Uppland     |       | 59.828416, 18.655752 | 10001700720001 | Ladda upp en bild av detta fornminne      |
| Estuna 73:1                 | Gravfält                    |              | Estuna, Uppland     |       | 59.834192, 18.653602 | 10001700730001 | Ladda upp en till bild av detta fornminne |
| Estuna 74:1                 | Gravfält                    |              | Estuna, Uppland     |       | 59.779406, 18.664813 | 10001700740001 | Ladda upp en bild av detta fornminne      |
| Estuna 76:1                 | Gravfält                    |              | Estuna, Uppland     |       | 59.773109, 18.671252 | 10001700760001 | Ladda upp en bild av detta fornminne      |
| Estuna 78:1                 | Gravfält                    |              | Estuna, Uppland     |       | 59.775697, 18.687543 | 10001700780001 | Ladda upp en bild av detta fornminne      |
| Estuna 79:1                 | Röse                        |              | Estuna, Uppland     |       | 59.777697, 18.696012 | 10001700790001 | Ladda upp en bild av detta fornminne      |
| Estuna 79:2                 | Stensättning                |              | Estuna, Uppland     |       | 59.777558, 18.696112 | 10001700790002 | Ladda upp en bild av detta fornminne      |
| Estuna 79:3                 | Stensättning                |              | Estuna, Uppland     |       | 59.777443, 18.696198 | 10001700790003 | Ladda upp en bild av detta fornminne      |
| Estuna 80:1                 | Gravfält                    |              | Estuna, Uppland     |       | 59.779798, 18.669363 | 10001700800001 | Ladda upp en bild av detta fornminne      |
| Estuna 82:1                 | Gravfält                    |              | Estuna, Uppland     |       | 59.780368, 18.730362 | 10001700820001 | Ladda upp en bild av detta fornminne      |
| Estuna 83:1                 | Hög                         |              | Estuna, Uppland     |       | 59.778291, 18.730474 | 10001700830001 | Ladda upp en bild av detta fornminne      |
| Estuna 83:2                 | Stensättning                |              | Estuna, Uppland     |       | 59.778172, 18.730557 | 10001700830002 | Ladda upp en bild av detta fornminne      |
| Estuna 83:3                 | Stensättning                |              | Estuna, Uppland     |       | 59.778156, 18.730692 | 10001700830003 | Ladda upp en bild av detta fornminne      |
| Estuna 84:1                 | Fornborg                    |              | Estuna, Uppland     |       | 59.776731, 18.734217 | 10001700840001 | Ladda upp en bild av detta fornminne      |
| Estuna 85:1                 | Röse                        |              | Estuna, Uppland     |       | 59.788119, 18.611027 | 10001700850001 | Ladda upp en bild av detta fornminne      |
| Estuna 86:1                 | Stensättning                |              | Estuna, Uppland     |       | 59.790435, 18.612495 | 10001700860001 | Ladda upp en bild av detta fornminne      |
| Estuna 87:1                 | Gravfält                    |              | Estuna, Uppland     |       | 59.800810, 18.622204 | 10001700870001 | Ladda upp en bild av detta fornminne      |
| Estuna 89:1                 | Gravfält                    |              | Estuna, Uppland     |       | 59.802133, 18.613198 | 10001700890001 | Ladda upp en bild av detta fornminne      |
| Estuna 90:1                 | Stensättning                |              | Estuna, Uppland     |       | 59.805749, 18.632235 | 10001700900001 | Ladda upp en bild av detta fornminne      |
| Estuna 90:2                 | Stensättning                |              | Estuna, Uppland     |       | 59.805829, 18.632426 | 10001700900002 | Ladda upp en bild av detta fornminne      |
| Estuna 90:3                 | Stensättning                |              | Estuna, Uppland     |       | 59.806030, 18.632600 | 10001700900003 | Ladda upp en bild av detta fornminne      |
| Estuna 91:1                 | Hög                         |              | Estuna, Uppland     |       | 59.804747, 18.623014 | 10001700910001 | Ladda upp en bild av detta fornminne      |
| Estuna 92:1                 | Stensättning                |              | Estuna, Uppland     |       | 59.801560, 18.655266 | 10001700920001 | Ladda upp en bild av detta fornminne      |
| Estuna 92:2                 | Stensättning                |              | Estuna, Uppland     |       | 59.801706, 18.655244 | 10001700920002 | Ladda upp en bild av detta fornminne      |
| Estuna 92:3                 | Stensättning                |              | Estuna, Uppland     |       | 59.801829, 18.655203 | 10001700920003 | Ladda upp en bild av detta fornminne      |
| Estuna 92:4                 | Stensättning                |              | Estuna, Uppland     |       | 59.801673, 18.654978 | 10001700920004 | Ladda upp en bild av detta fornminne      |
| Estuna 94:1                 | Gravfält                    |              | Estuna, Uppland     |       | 59.799599, 18.651459 | 10001700940001 | Ladda upp en bild av detta fornminne      |
| Estuna 95:1                 | Gravfält                    |              | Estuna, Uppland     |       | 59.834002, 18.677551 | 10001700950001 | Ladda upp en bild av detta fornminne      |
| Estuna 96:1                 | Röse                        |              | Estuna, Uppland     |       | 59.838420, 18.702493 | 10001700960001 | Ladda upp en bild av detta fornminne      |
| Estuna 98:1                 | Gravfält                    |              | Estuna, Uppland     |       | 59.809661, 18.687948 | 10001700980001 | Ladda upp en bild av detta fornminne      |
| Estuna 99:1                 | Stensättning                |              | Estuna, Uppland     |       | 59.812062, 18.612099 | 10001700990001 | Ladda upp en bild av detta fornminne      |
| Estuna 101:1                | Runristning                 |              | Estuna, Uppland     |       | 59.779665, 18.766182 | 10001701010001 | Ladda upp en till bild av detta fornminne |
| Estuna 102:1                | Röse                        |              | Estuna, Uppland     |       | 59.779124, 18.764226 | 10001701020001 | Ladda upp en bild av detta fornminne      |
| Estuna 104:1                | Hög                         |              | Estuna, Uppland     |       | 59.784278, 18.749406 | 10001701040001 | Ladda upp en bild av detta fornminne      |
| Estuna 104:2                | Hög                         |              | Estuna, Uppland     |       | 59.784137, 18.749421 | 10001701040002 | Ladda upp en bild av detta fornminne      |
| Estuna 104:3                | Stensättning                |              | Estuna, Uppland     |       | 59.784006, 18.749432 | 10001701040003 | Ladda upp en bild av detta fornminne      |
| Estuna 105:1                | Gravfält                    |              | Estuna, Uppland     |       | 59.782965, 18.745748 | 10001701050001 | Ladda upp en bild av detta fornminne      |
| Estuna 106:1                | Grav- och boplatsområde     |              | Estuna, Uppland     |       | 59.776532, 18.705606 | 10001701060001 | Ladda upp en bild av detta fornminne      |
| Estuna 109:2                | Stensättning                |              | Estuna, Uppland     |       | 59.775053, 18.692107 | 10001701090002 | Ladda upp en bild av detta fornminne      |
| Estuna 112:101              | Gravfält                    |              | Estuna, Uppland     |       | 59.824554, 18.684597 | 10001701120101 | Ladda upp en bild av detta fornminne      |
| Estuna 112:201              | Stensättning                |              | Estuna, Uppland     |       | 59.825003, 18.685314 | 10001701120201 | Ladda upp en bild av detta fornminne      |
| Estuna 122:1                | Stensättning                |              | Estuna, Uppland     |       | 59.829307, 18.638442 | 10001701220001 | Ladda upp en bild av detta fornminne      |
| Estuna 127:1                | Gravfält                    |              | Estuna, Uppland     |       | 59.835504, 18.686382 | 10001701270001 | Ladda upp en bild av detta fornminne      |
| Estuna 128:1                | Hög                         |              | Estuna, Uppland     |       | 59.835155, 18.683028 | 10001701280001 | Ladda upp en bild av detta fornminne      |
| Estuna 129:1                | Hög                         |              | Estuna, Uppland     |       | 59.835733, 18.685281 | 10001701290001 | Ladda upp en bild av detta fornminne      |
| Estuna 130:1                | Stensättning                |              | Estuna, Uppland     |       | 59.825548, 18.675476 | 10001701300001 | Ladda upp en bild av detta fornminne      |
| Estuna 130:2                | Stensättning                |              | Estuna, Uppland     |       | 59.825466, 18.675235 | 10001701300002 | Ladda upp en bild av detta fornminne      |
| Estuna 132:1                | Hög                         |              | Estuna, Uppland     |       | 59.813144, 18.638333 | 10001701320001 | Ladda upp en bild av detta fornminne      |
| Estuna 133:1                | Stensättning                |              | Estuna, Uppland     |       | 59.816250, 18.629105 | 10001701330001 | Ladda upp en bild av detta fornminne      |
| Estuna 136:1                | Hög                         |              | Estuna, Uppland     |       | 59.820816, 18.587649 | 10001701360001 | Ladda upp en bild av detta fornminne      |
| Estuna 138:1                | Stensättning                |              | Estuna, Uppland     |       | 59.803029, 18.653498 | 10001701380001 | Ladda upp en bild av detta fornminne      |
| Estuna 141:1                | Stensättning                |              | Estuna, Uppland     |       | 59.801310, 18.673235 | 10001701410001 | Ladda upp en bild av detta fornminne      |
| Estuna 142:1                | Stensättning                |              | Estuna, Uppland     |       | 59.788497, 18.606025 | 10001701420001 | Ladda upp en bild av detta fornminne      |
| Estuna 143:1                | Stensättning                |              | Estuna, Uppland     |       | 59.793516, 18.602053 | 10001701430001 | Ladda upp en bild av detta fornminne      |
| Estuna 144:1                | Stensättning                |              | Estuna, Uppland     |       | 59.810460, 18.684191 | 10001701440001 | Ladda upp en bild av detta fornminne      |
| Estuna 147:1                | Röse                        |              | Estuna, Uppland     |       | 59.784338, 18.683052 | 10001701470001 | Ladda upp en bild av detta fornminne      |
| Estuna 149:1                | Hög                         |              | Estuna, Uppland     |       | 59.791321, 18.705072 | 10001701490001 | Ladda upp en bild av detta fornminne      |
| Estuna 149:2                | Hög                         |              | Estuna, Uppland     |       | 59.791621, 18.705743 | 10001701490002 | Ladda upp en bild av detta fornminne      |
| Estuna 150:1                | Röse                        |              | Estuna, Uppland     |       | 59.773184, 18.699126 | 10001701500001 | Ladda upp en bild av detta fornminne      |
| Estuna 151:1                | Stensättning                |              | Estuna, Uppland     |       | 59.774736, 18.707475 | 10001701510001 | Ladda upp en bild av detta fornminne      |
| Estuna 151:2                | Stensättning                |              | Estuna, Uppland     |       | 59.774842, 18.708113 | 10001701510002 | Ladda upp en bild av detta fornminne      |
| Estuna 152:1                | Stensättning                |              | Estuna, Uppland     |       | 59.776642, 18.696479 | 10001701520001 | Ladda upp en bild av detta fornminne      |
| Estuna 153:1                | Hög                         |              | Estuna, Uppland     |       | 59.806751, 18.707470 | 10001701530001 | Ladda upp en bild av detta fornminne      |
| Estuna 154:1                | Gravfält                    |              | Estuna, Uppland     |       | 59.807028, 18.708885 | 10001701540001 | Ladda upp en bild av detta fornminne      |
| Estuna 157:1                | Stensättning                |              | Estuna, Uppland     |       | 59.779732, 18.765537 | 10001701570001 | Ladda upp en bild av detta fornminne      |
| Estuna 165:1                | Röse                        |              | Estuna, Uppland     |       | 59.784065, 18.686747 | 10001701650001 | Ladda upp en bild av detta fornminne      |
| Estuna 165:2                | Stensättning                |              | Estuna, Uppland     |       | 59.783907, 18.686891 | 10001701650002 | Ladda upp en bild av detta fornminne      |
| Estuna 165:3                | Stensättning                |              | Estuna, Uppland     |       | 59.783925, 18.686587 | 10001701650003 | Ladda upp en bild av detta fornminne      |
| Estuna 165:4                | Röse                        |              | Estuna, Uppland     |       | 59.783729, 18.687024 | 10001701650004 | Ladda upp en bild av detta fornminne      |
| Estuna 168:1                | Stensättning                |              | Estuna, Uppland     |       | 59.805313, 18.632622 | 10001701680001 | Ladda upp en bild av detta fornminne      |
| Estuna 168:2                | Stensättning                |              | Estuna, Uppland     |       | 59.805217, 18.632374 | 10001701680002 | Ladda upp en bild av detta fornminne      |
| Estuna 168:3                | Stensättning                |              | Estuna, Uppland     |       | 59.805140, 18.632488 | 10001701680003 | Ladda upp en bild av detta fornminne      |
| Estuna 169:1                | Stensättning                |              | Estuna, Uppland     |       | 59.805658, 18.634967 | 10001701690001 | Ladda upp en bild av detta fornminne      |
| Estuna 169:2                | Stensättning                |              | Estuna, Uppland     |       | 59.805723, 18.634760 | 10001701690002 | Ladda upp en bild av detta fornminne      |
| Estuna 170:1                | Gravklot                    |              | Estuna, Uppland     |       | 59.808298, 18.654759 | 10001701700001 | Ladda upp en bild av detta fornminne      |
| Estuna 172:1                | Gravfält                    |              | Estuna, Uppland     |       | 59.825445, 18.705315 | 10001701720001 | Ladda upp en bild av detta fornminne      |
| Estuna 173:1                | Stensättning                |              | Estuna, Uppland     |       | 59.829550, 18.693174 | 10001701730001 | Ladda upp en bild av detta fornminne      |
| Estuna 173:2                | Stensättning                |              | Estuna, Uppland     |       | 59.829320, 18.693003 | 10001701730002 | Ladda upp en bild av detta fornminne      |
| Estuna 173:3                | Stensättning                |              | Estuna, Uppland     |       | 59.829391, 18.692780 | 10001701730003 | Ladda upp en bild av detta fornminne      |
| Estuna 173:4                | Stensättning                |              | Estuna, Uppland     |       | 59.829523, 18.692716 | 10001701730004 | Ladda upp en bild av detta fornminne      |
| Estuna 177:1                | Stensättning                |              | Estuna, Uppland     |       | 59.822477, 18.637573 | 10001701770001 | Ladda upp en bild av detta fornminne      |
| Estuna 177:2                | Stensättning                |              | Estuna, Uppland     |       | 59.822548, 18.637836 | 10001701770002 | Ladda upp en bild av detta fornminne      |
| Estuna 178:1                | Grav markerad av sten/block |              | Estuna, Uppland     |       | 59.826419, 18.619387 | 10001701780001 | Ladda upp en bild av detta fornminne      |
| Estuna 178:2                | Grav markerad av sten/block |              | Estuna, Uppland     |       | 59.826503, 18.619423 | 10001701780002 | Ladda upp en bild av detta fornminne      |
| Estuna 179:1                | Grav markerad av sten/block |              | Estuna, Uppland     |       | 59.826906, 18.617969 | 10001701790001 | Ladda upp en bild av detta fornminne      |
| Estuna 181:1                | Grav markerad av sten/block |              | Estuna, Uppland     |       | 59.816362, 18.592765 | 10001701810001 | Ladda upp en bild av detta fornminne      |
| Estuna 182:1                | Hög                         |              | Estuna, Uppland     |       | 59.813058, 18.595065 | 10001701820001 | Ladda upp en bild av detta fornminne      |
| Estuna 184:1                | Röse                        |              | Estuna, Uppland     |       | 59.794094, 18.613818 | 10001701840001 | Ladda upp en bild av detta fornminne      |
| Estuna 184:2                | Röse                        |              | Estuna, Uppland     |       | 59.793903, 18.613924 | 10001701840002 | Ladda upp en bild av detta fornminne      |
| Estuna 184:3                | Stensättning                |              | Estuna, Uppland     |       | 59.793990, 18.614163 | 10001701840003 | Ladda upp en bild av detta fornminne      |
| Estuna 188:1                | Gravfält                    |              | Estuna, Uppland     |       | 59.776681, 18.690759 | 10001701880001 | Ladda upp en bild av detta fornminne      |
| Estuna 190:1                | Stensättning                |              | Estuna, Uppland     |       | 59.775888, 18.693215 | 10001701900001 | Ladda upp en bild av detta fornminne      |
| Estuna 190:2                | Stensättning                |              | Estuna, Uppland     |       | 59.775988, 18.693045 | 10001701900002 | Ladda upp en bild av detta fornminne      |
| Estuna 191:1                | Gravfält                    |              | Estuna, Uppland     |       | 59.776536, 18.695492 | 10001701910001 | Ladda upp en bild av detta fornminne      |
| Estuna 191:3                | Stensättning                |              | Estuna, Uppland     |       | 59.775705, 18.697524 | 10001701910003 | Ladda upp en bild av detta fornminne      |
| Estuna 195:1                | Stensättning                |              | Estuna, Uppland     |       | 59.777134, 18.703644 | 10001701950001 | Ladda upp en bild av detta fornminne      |
| Estuna 196:1                | Stensättning                |              | Estuna, Uppland     |       | 59.776890, 18.707189 | 10001701960001 | Ladda upp en bild av detta fornminne      |
| Estuna 196:2                | Stensättning                |              | Estuna, Uppland     |       | 59.776426, 18.706987 | 10001701960002 | Ladda upp en bild av detta fornminne      |